# Simone Holder
Simone Holder (* 26. Dezember 1988 in Reutlingen) ist eine ehemalige deutsche Fußballspielerin.

## Karriere

### Vereine
Holder startete ihrer Karriere als rechte Verteidigerin im Alter von 9 Jahren in der E-Jugend Mannschaft des WSV Mehrstetten. Nach vier Jahren verließ sie ihren Heimatverein und ging in die C-Jugend des VfL Munderkingen, wo sie zur Saison 2005/2006 im Alter von 17 Jahren, in die Seniorenmannschaft aufstieg. Im Sommer 2010 kehrte sie Munderkingen den Rücken und wechselte zum TSV Ludwigsburg. Nach einem Jahr in der Oberliga beim TSV Ludwigsburg, ging sie in die 2. Frauen-Bundesliga zum VfL Sindelfingen. In Sindelfingen gab sie am 28. August 2011 ihr 2. Liga Debüt im Auswärtsspiel gegen den ETSV Würzburg. Am Ende der Saison 2011/2012 verhalf sie den VfL Sindelfingen, mit guten Leistungen in 19 Spielen zum Aufstieg in die Frauen-Bundesliga. Dort gab sie bei der 4:0-Niederlage gegen den FSV Gütersloh 2009 ihr Bundesliga-Einstand. Nach drei Jahren für den VfL Sindelfingen, darunter zwei Spielzeiten als Mannschaftskapitänin in der Bundesliga, beendete sie zunächst ihre aktive Fußballkarriere.
Ab dem Sommer 2014 spielte Holder für den unterklassigen SV Hegnach, mit dem sie in der Saison 2015/16 als Fünftligist überraschend das Achtelfinale des DFB-Pokals erreichte. Zum Jahresende 2015 verließ sie den SV Hegnach wieder und wechselte in der darauffolgenden Saison zum Regionalligisten ETSV Würzburg.

## Erfolge
- Aufstieg in die Bundesliga 2012

## Sonstiges
Holder wurde 1988 in Reutlingen geboren und wuchs im benachbarten Münsingen auf. Dort besuchte sie auch fünf Jahre lang das Gymnasium und machte hier im Januar 2009 ihr Abitur. Anschließend studierte sie Operationstechnische Assistentin (OTA) an der Akademie für Gesundheitsberufe Heidelberg. Seit ihrem Abschluss 2012 arbeitet sie neben dem Fußball in ihrem Beruf als Operationstechnischer Assistent in der Herzchirurgie des Robert-Bosch-Krankenhauses in Stuttgart. Seit dem Karriere als Fußballspielerin, arbeitet sie Hauptberuflich als OTA am Robert-Bosch-Krankenhaus Stuttgart.